# Tell Abada
Pour les articles homonymes, voir Abada.
Abada est un tell situé dans le bassin du Hamrin en Irak

## Fouilles

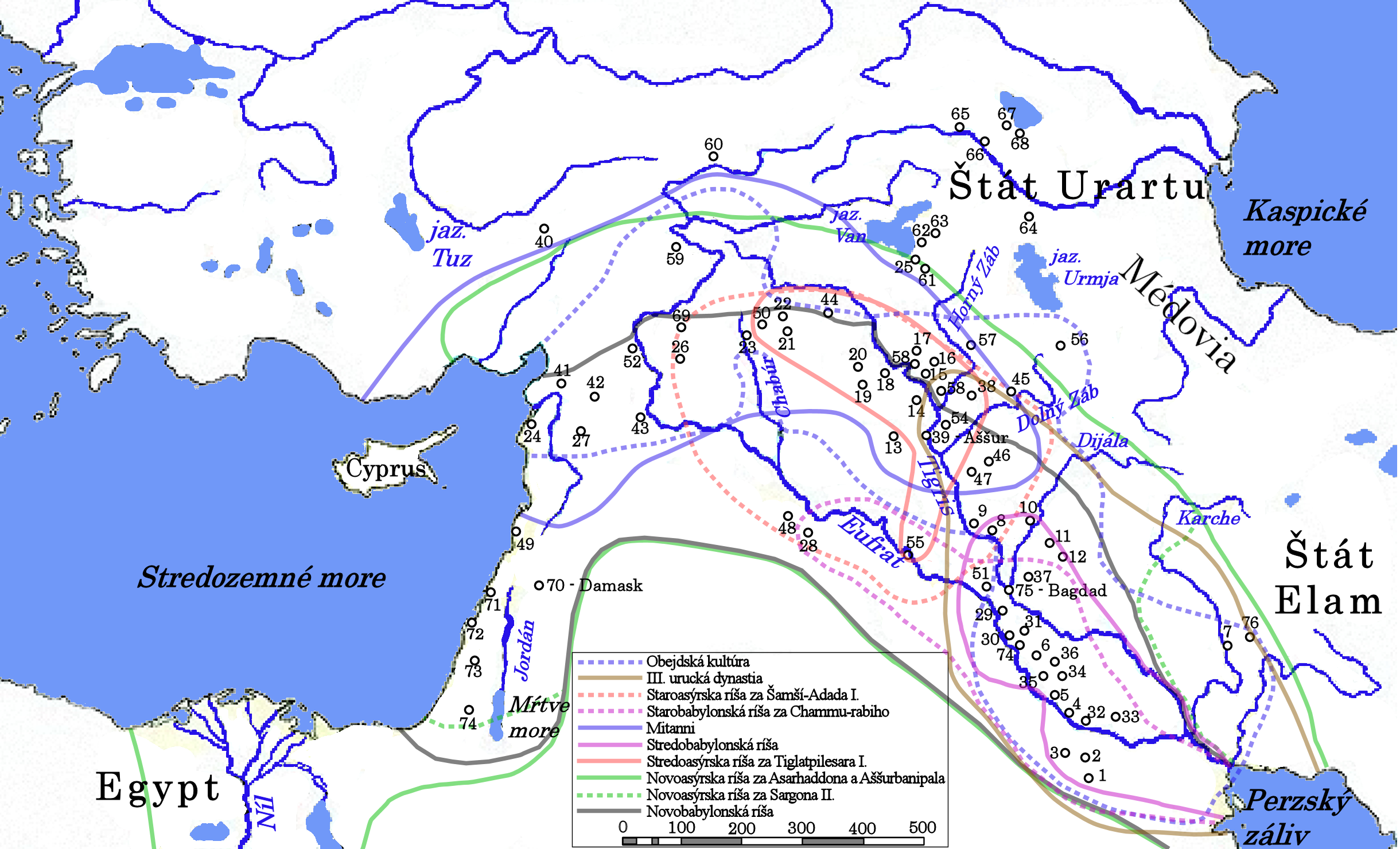
Carte de la Mésopotamie. Tell Abada correspond au no 11.

Le tell a été fouillé en 1977-1978 sous la direction de Sabah Abboud Jasim. 
De la céramique appartenant à la culture d’Obeid y a été exhumée (niveau III), dont une partie emprunte aux formes Samarra, Choga Mami et Hassuna. Des grandes maisons de 14 à 16 pièces y ont également été découvertes.
De la céramique plus récente, de type Hajji Mohammed, ainsi que des grandes maisons, dont un possible bâtiment public, ont été découverts au niveau II. Ces couches ont aussi donné une abondance de silex, des figurines d’argile, des clous coudés dont la destination est incertaine, des objets en os et en pierre, des tombes d’enfant en jarre, etc.
Le niveau I n’apporte que peu de différences en ce qui concerne l’habitat et les pratiques funéraires, mais la poterie est généralement plus fruste, typique de l’Obeid III, mais aussi de la céramique coquille d’œuf et des vases-tortues.
Des tessons de type Qalinj Agha D et de la céramique imprimée de Dalma sont les seuls exemples de céramique Obeid IV.